# Primera División de Chile 1998
Primera División de Chile 1998 var den chilenska högstaligan i fotboll för herrar för säsongen 1998, som slutade med att Colo-Colo vann för tjugoandra gången.

## Kvalificering för internationella turneringar
- Copa Libertadores 1999
  - Vinnaren av Primera División: Colo-Colo
  - Vinnaren av Liguilla Pre-Libertadores: Universidad Católica

## Sluttabell
| Plac. | Lag                   | S  | V  | O  | F  | GM | IM | MSK | Poäng |
| ----- | --------------------- | -- | -- | -- | -- | -- | -- | --- | ----- |
| 1     | Colo-Colo             | 30 | 19 | 7  | 4  | 54 | 19 | 35  | 64    |
| 2     | Universidad de Chile  | 30 | 18 | 9  | 3  | 62 | 37 | 25  | 63    |
| 3     | Universidad Católica  | 30 | 14 | 11 | 5  | 57 | 34 | 23  | 53    |
| 4     | Cobreloa              | 30 | 16 | 3  | 11 | 50 | 36 | 14  | 51    |
| 5     | Deportes Concepción   | 30 | 12 | 9  | 9  | 39 | 36 | 3   | 45    |
| 6     | Huachipato            | 30 | 11 | 7  | 12 | 39 | 38 | 1   | 40    |
| 7     | Deportes Puerto Montt | 30 | 10 | 9  | 11 | 43 | 46 | -3  | 39    |
| 8     | Deportes Iquique      | 30 | 12 | 3  | 15 | 35 | 52 | -17 | 39    |
| 9     | Deportes La Serena    | 30 | 10 | 7  | 13 | 39 | 47 | -8  | 37    |
| 10    | Palestino             | 30 | 9  | 9  | 12 | 50 | 50 | 0   | 36    |
| 11    | Rangers               | 30 | 9  | 7  | 14 | 45 | 49 | -4  | 34    |
| 12    | Huachipato            | 30 | 9  | 7  | 14 | 37 | 43 | -6  | 34    |
| 13    | Coquimbo Unido        | 30 | 8  | 9  | 13 | 36 | 41 | -5  | 33    |
| 14    | Provincial Osorno     | 30 | 8  | 7  | 15 | 41 | 52 | -11 | 31    |
| 15    | Santiago Wanderers    | 30 | 6  | 12 | 12 | 40 | 56 | -16 | 30    |
| 16    | Deportes Temuco       | 30 | 6  | 10 | 14 | 28 | 59 | -31 | 13    |

Deportes Temuco fick 15 poängs avdrag.
|  | Mästare och kvalificerade till Copa Libertadores 1999. |
|  | Kvalificerade till Liguilla Pre-Libertadores.          |
|  | Nedflyttningskval.                                     |
|  | Nedflyttad.                                            |

| Primera División Vinnare av Primera División 1996 |
| ------------------------------------------------- |
| Chile                                             |
| Colo-Colo 22:a titeln                             |

## Liguilla Pre-Libertadores
Lagen på plats 2 till 5 spelade ett playoff bestående två semifinaler och en final för att avgöra vilket lag som skulle bli det andra representationslaget i Copa Libertadores.